# Räddningsstation Räfsnäs
Räddningsstation Räfsnäs är en av Sjöräddningssällskapets räddningsstationer och den ligger i Rävsnäs på Rådmansö öster om Norrtälje. 

## Historik
Den grundades 1971 och har 39 frivilliga. Stationen fanns först på Fejan och en period i Kapellskär, innan den förlades till Rävsnäs. Den första räddningskryssaren var den 13 meter långa Singö, som överfördes  från Grisslehamn. År 1973 överflyttades den 18,4 meter långa räddningskryssaren Gustaf Dalén, byggd 1964 och på 53 bruttoregisterton, från Räddningsstation Hörvik till Fejan. Gustaf Dalén överflyttas 1986 till Räddningsstation Fjällbacka, har senare sålts av Sjöräddningssällskapet och används numera för bland annat bogsering på Västkusten.
Den kraftiga och isbrytande räddningskryssaren Grängesberg tjänstgjorde i Rävsnäs 1997-2005, innan hon såldes till Norge för att bli expeditionsfartyg i arktiska vatten.

## Räddningsfarkoster
- Rescue Vialla av Hallberg-Rassyklass, byggd 2021
- 11–09 Rescue Engström, en 11,6 meter lång räddningsbåt av Postkodlotterietklass, byggd 2018
- 8-21 Rescue Mathilda Roslagens Sparbank, en 8,4 meter lång, öppen räddningsbåt, byggd 2007
- Astrid Gunilla, täckt svävare, byggd 2017
- Rescuerunner Todlas, byggd 2022
- Miljöräddningssläp Kapellskär

## Tidigare räddningsfarkoster
- 20-02 Rescue Stenhammar, en 20 meter lång räddningskryssare av Rausingklass, byggd 2005
- S-1 Rescue Svävaren, en 5,55 meter lång, täckt svävare
- 3-09 Rescuerunner Frida